# Hymenelia lacustris
Hymenelia lacustris, auch Wasser-Hautflechte, ist eine amphibisch lebende Flechtenart aus der Familie der Hymeneliaceae. Vielfach wird sie auch unter dem Synonym Ionaspis lacustris geführt.

## Merkmale
Das Lager besitzt eine glatte Oberfläche und ist feinrissig. Die Farbe variiert von Ocker über Blassgelb bis Rötlichgelb. Die konkaven, orange- bis rosafarbenen Apothecien sind eingesenkt und besitzen einen Durchmesser von bis zu 0,5 mm. Der Algenpartner stammt aus der Familie der Trebouxiaceae (Gattung Asterochloris), mit Zellgrößen < 15 µm.

## Lebensraum und Verbreitung
Hymenelia lacustris siedelt auf häufig überflutetem Silikatgestein an bzw. in klaren Bächen bzw. auf überrieselten Felsen. Die Art kommt weltweit vor. In Europa ist sie in den nördlichen bis mitteleuropäischen Bereichen sowie den Gebirgen der Mittelmeerregion beheimatet. In Deutschland ist sie sehr selten.

## Sonstiges
Die Bryologisch-lichenologische Arbeitsgemeinschaft für Mitteleuropa benannte Hymenelia lacustris als Flechte des Jahres 2025.